# Rotsooievaarsbek
De rotsooievaarsbek (Geranium macrorrhizum) is een vaste plant uit de ooievaarsbekfamilie (Geraniaceae).

## Determinatie
De rotsooievaarsbek heeft rechtopstaande stengels van 20–50 cm en vormt ongeveer 10 cm lange wortelstokken. De stengel is bedekt met korte klierharen en lange gewone haren. De zeer lang gesteelde, 10 cm grote bladeren zijn handdelig en hebben een vijf- tot zeshoekige omtrek. Op de met klierharen dichtbehaarde bladeren komen ook verspreid lange haren voor.

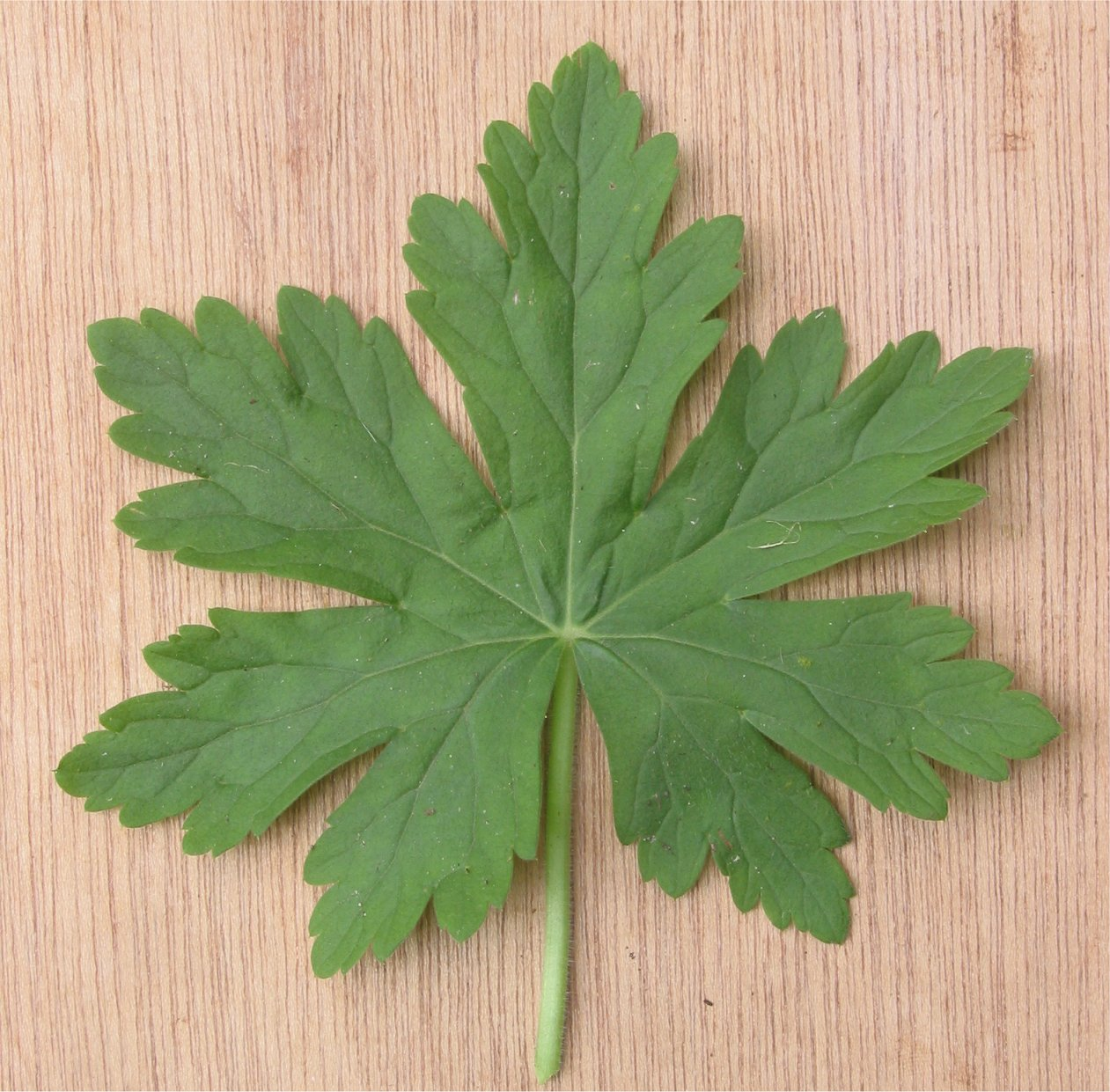
Blad

De tot 18 mm grote, karmijnrode bloemen zijn aan de basis behaard. De meeldraden zijn eerder rijp dan de stempel. De bloeitijd loopt van mei tot augustus.
De kluisvrucht met snavel is tot 6 cm lang.

## Ecologie
Ze groeit op 200–1700 m hoogte op stenige, kalkrijke grond en in rotsvegetatie.

## Verspreiding
Rotsooievaarsbek is inheems in het zuidwesten en zuiden van de Alpen, de Balkan en de Apennijnen.

## Gebruik als sierplant
De plant wordt vaak als bodembedekker gebruikt. Er zijn cultivars met witroze tot karmijnrode bloemen. De bladeren geven bij aanraking een sterke, aromatische geur af.
De farmacie gebruikt de uit de plant gewonnen Zdravec-olie.